# Friedrich Adolf Krummacher

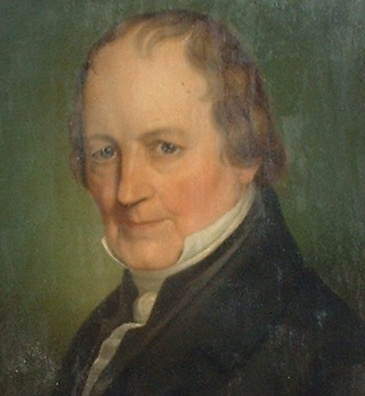
Friedrich Adolf Krummacher, Porträt von Wilhelm von Kügelgen

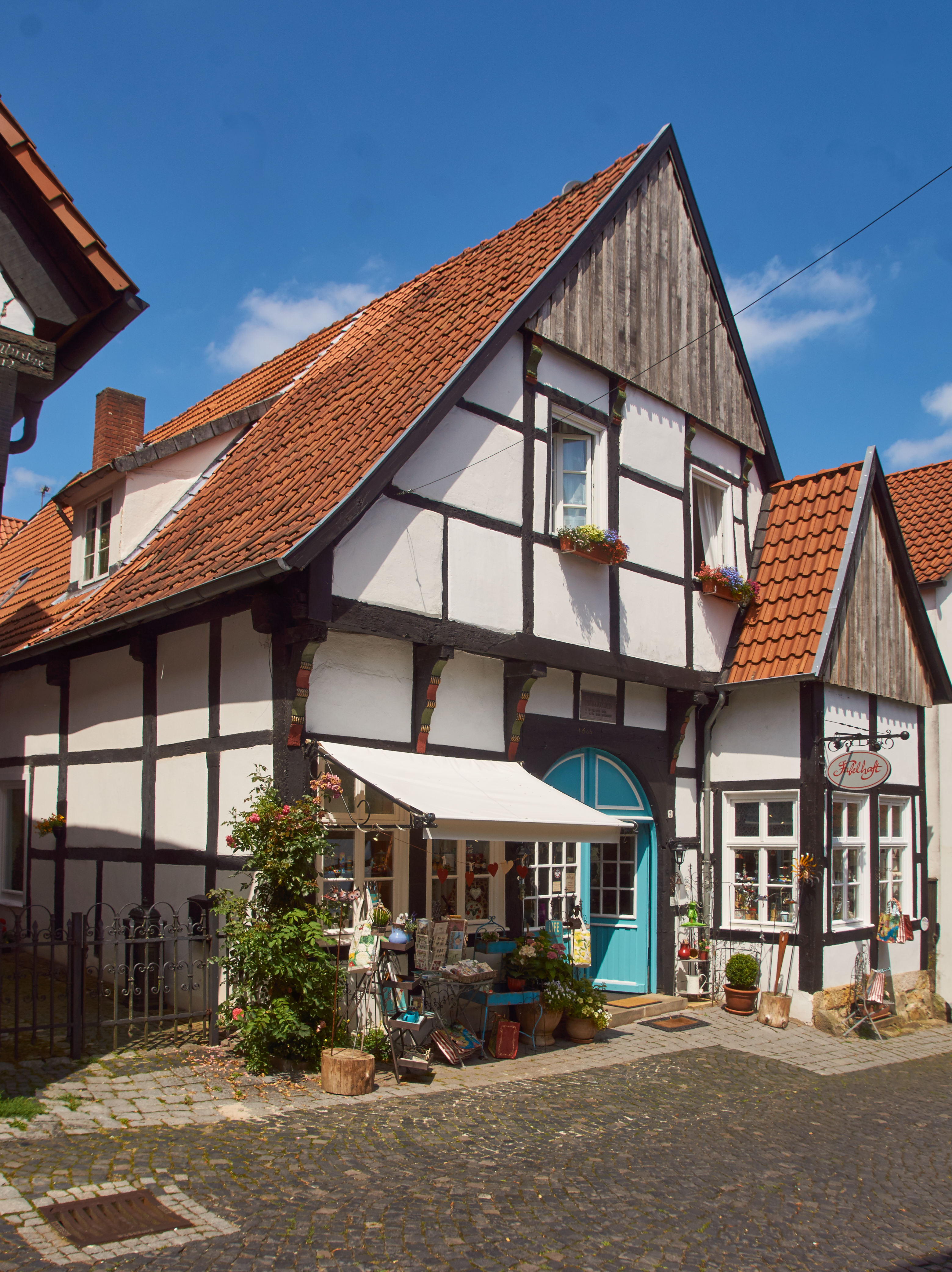
Geburtshaus Krummachers in Tecklenburg (Krummacherhaus)

Friedrich Adolf Krummacher (* 13. Juli 1767 in Tecklenburg; † 4. April 1845 in Bremen) war ein deutscher evangelischer Theologe.

## Leben
Friedrich Adolf Krummacher (Friedrich Adolph Krummacher nach zeitgenössischer Schreibweise) war der Sohn des Juristen und Tecklenburger Bürgermeisters Friedrich Jakob Krummacher. Er war der ältere Bruder des Gottfried Daniel Krummacher und der Vater von Friedrich Wilhelm Krummacher und Emil Wilhelm Krummacher.
Er studierte ab dem Herbst 1784 am damals evangelisch-reformierten Gymnasium Academicum in Lingen Theologie, dann ab 1786 in Halle Theologie und Philosophie. 1788 legte er sein Examen in Tecklenburg ab und wurde 1790 Konrektor am Gymnasium Hammonense in Hamm. Ab 1793 bis 1801 war Krummacher Rektor am Gymnasium Adolfinum Moers. Nach seiner Promotion zum theologischen Doktor 1801 wurde er Professor für reformierte Theologie in Duisburg, seit 1802 mit einem zusätzlichen Lehrauftrag für Eloquenz.
1805 veröffentlichte Krummacher seine volkstümlichen Parabeln. Nach dem Niedergang der Duisburger Universität ab 1807 war er als Pfarrer in Kettwig an der Ruhr (heute: Essen), wo die "Krummacherstraße" nach ihm benannt ist. Ab 1812 war er als General-Superintendent von Anhalt-Bernburg tätig. Der Bernburger Zeit Krummachers hat sein Schwiegersohn, der Maler Wilhelm von Kügelgen in den berühmten Jugenderinnerungen eines alten Mannes, in denen er Friedrich Adolf Krummacher den Ätti nannte, ein literarisches Denkmal gesetzt. 1824 wurde er Pfarrer zu St. Ansgarii in Bremen, wo er schließlich 1843 in den Ruhestand trat und zwei Jahre darauf verstarb.
Krummacher war von Johann Gottfried von Herder und von Matthias Claudius beeinflusst und gehörte der dem Rationalismus kritisch bis feindlich gegenüberstehenden Erweckungsbewegung an. In Duisburg zählte er zu der Gruppe um Johann Gerhard Hasenkamp, wohingegen schon Johannes Clauberg (1622–1665) als Rektor der Universität den Descartesschen Rationalismus eingeführt hatte, den zu Krummachers Zeiten dann Heinrich Adolph Grimm an der Universität vertrat.
Krummachers Liedtexte wurden zum Teil von Franz Schubert vertont (so Die Nacht); seine Choräle (beispielsweise Eine Herde und ein Hirt) gehörten bis ins ausgehende 20. Jahrhundert zum Liedgut der deutschsprachigen evangelischen Gesangbücher.

Das Alpenlied
| Auf hoher Alp Wohnt auch der liebe Gott, Er färbt den Morgen rot, Die Blümlein weiß und blau, Und labet sie mit Tau. Auf hoher Alp ein lieber Vater wohnt. Auf hoher Alp Von kräuterreichen Höhen Die Lüftlein lieblich wehen, Gewürzig, frei und rein. Mag's auch sein Odem sein? Auf hoher Alp ein lieber Vater wohnt. Auf hoher Alp Erquickt sein milder Strahl Das stille Weidetal; Des hohen Gletschers Eis Glänzt wie ein Blütenreis. Auf hoher Alp ein lieber Vater wohnt. | Auf hoher Alp Des Gießbachs Silber blinkt; Die kühne Gemse trinkt An jäher Felsen Rand Aus seiner hohlen Hand. Auf hoher Alp ein lieber Vater wohnt. Auf hoher Alp In Scharen weiß und schön Die Schafe und Zieglein gehn Und finden´s Mahl bereit, Daß sich ihr Herz freut. Auf hoher Alp ein lieber Vater wohnt. Auf hoher Alp Der Hirt sein Heerdlein schaut; Sein Herz Gott vertraut; Der Geiß und Lamm ernährt, Ihm auch wohl gern beschert. Auf hoher Alp ein lieber Vater wohnt! |  |

## Werke

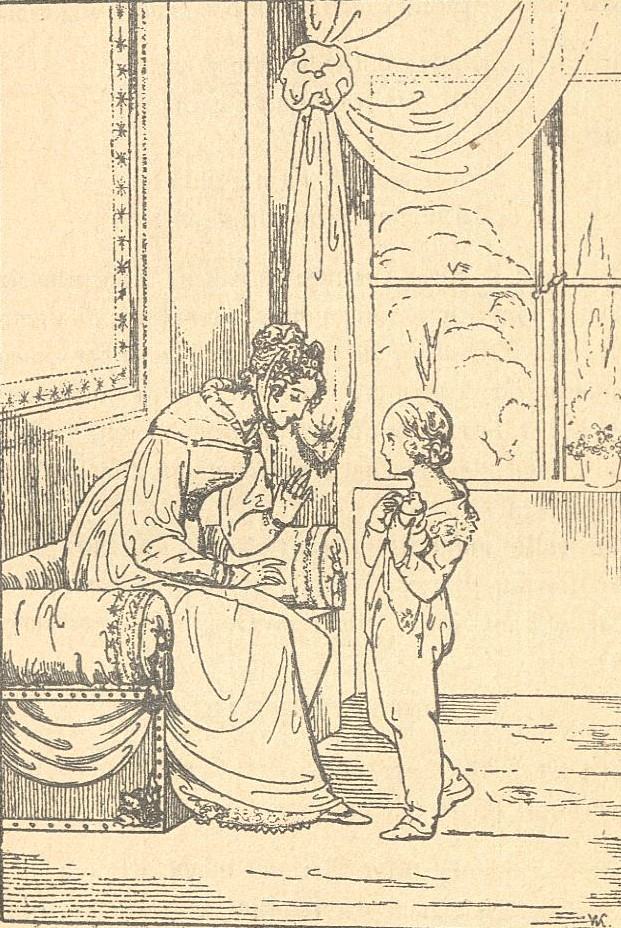
Wilhelm von Kügelgen Illustration zu Das Täubchen

- Die Liebe. Ein Hymnus. Becker, Wesel 1801.
- Parabeln. 3 Bde., 1805–1817. (Digitalisat der 2. Ausg. 1818), (Band 2), (Band 3), (Digitalisat)
- Über den Geist und die Form der evangelischen Geschichte in historischer und ästhetischer Hinsicht. Barth, Leipzig 1805. (Digitalisat)
- Die Kinderwelt. Gedicht in vier Gesängen. Baedeker, Duisburg/Essen 1806. (Digitalisat)
- Festbüchlein. Tl. 1–3. Mäcke, Reutlingen 1808–1819. (Band 1: Der Sonntag), (Band 2 Das Christfest), (Band 3: Das Neujahrsfest)
- Apologen und Paramythien. Baedeker & Kürzel, Duisburg/Essen 1809. (Digitalisat)
- Das Wörtlein Und. Eine Geburtstagsfeier. Bädeker & Kürzel, Duisburg 1811. (Digitalisat)
- Der Eroberer, eine Verwandlung. Bädeker & Kürzel, Duisburg/Esen 1814. (Digitalisat)
- Johannes. Drama. Haas, Wien 1816. (Digitalisat)
- Apostolisches Sendschreiben an die Christengemeinden von dem was noth thut zur Kirchenverbesserung. Göschen, Leipzig 1815. (anonym).
- Leiden, Sterben und Auferstehung unseres Herrn Jesu Christi. Hasselberg, Berlin 1818.
- Fürst Wolfgang zu Anhalt, eine geschichtliche Reformationspredigt. Ackermann, Dessau 1820.
- Briefwechsel zwischen Asmus und seinem Vetter bei Gelegenheit des Buches Sophronizon und Wie Fritz Stolberg ein Unfreier ward. Bädeker, Essen 1820. (Digitalisat)
- Die freie evangelische Kirche. Friedensgruß zum neuen Jahrzehend. Den Lehrern und Aeltesten der evangelischen Gemeinden der rheinischen und westphälischen Provinzialsynoden zunächst gewidmet. Bädeker, Essen 1821.
- Bilder und Bildchen. Bädeker, Essen 1823.
- Katechismus der christlichen Lehre. 1823. Digitalisat (Ausg. von 1821)
- Die christliche Volksschule im Bunde mit der Kirche. Bädeker, Essen 1823. (Digitalisat)
- St. Ansgar. Die alte Zeit und die neue Zeit. Zur Geschichte der christlichen Kirche, der Hierarchie, der Wunder und Reliquien. Kaiser, Bremen 1826. (Digitalisat)
- Das Täubchen. Bädeker, Essen 1828.
- Der Hauptmann Cornelius. Betrachtungen über das zehnte Kapitel der Apostelgeschichte. Kaiser, Bremen 1829.
- Die Geschichte des Reiches Gottes nach der heiligen Schrift, andeutender Text zu von Kügelgens Bildern. 4 Hefte. Bädeker, Essen 1831–1845.
- Leben des heiligen Johannes. Eine Schrift für junge Chisten. Bädeker, Essen 1833.
- (Hrsg.) John Wesley’s Leben, die Entstehung und Verbreitung des Methodismus. Nach dem Englischen des Robert Southey bearbeitet. 2 Bde., 1828.
- Briefe. Nachlese. (postum) 1911.